# Apostelkirche (Krumbach)

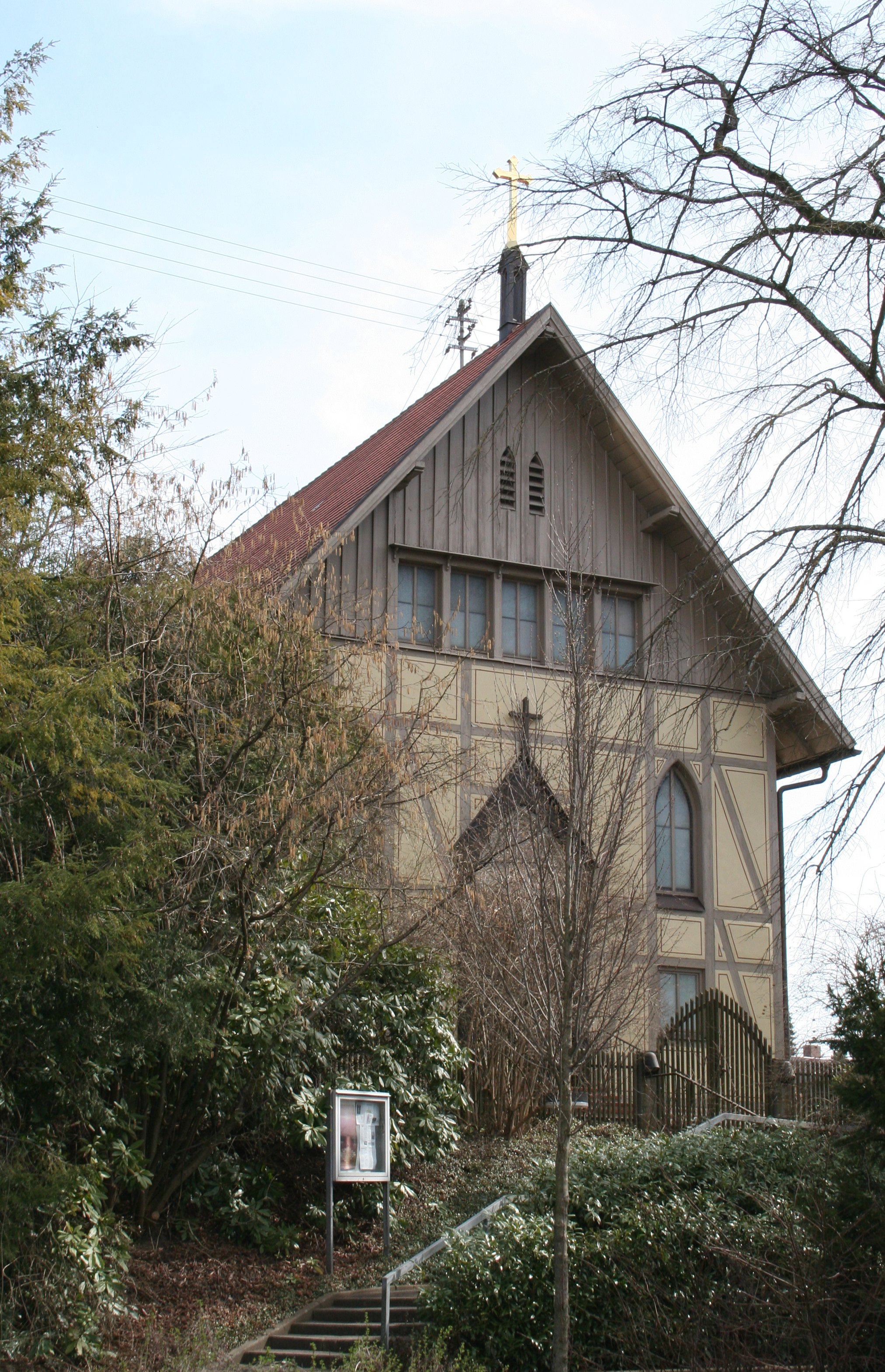
Die Apostelkirche in Krumbach

Die Apostelkirche (im Volksmund oft Lindlkirche genannt) ist eine Kirche im östlichen Teil von Krumbach (Schwaben), dem ehemaligen Hürben. Sie wurde von der katholisch-apostolischen Gemeinde erbaut und ist heute  evangelisch-lutherisch.

## Geschichte
Die Kirche wurde in den Jahren 1863 bis 1871 von der Katholisch-apostolischen Gemeinde Hürben erbaut, der erst ein Jahr vor Beginn des Kirchenbaus von König Maximilian II. von Bayern das Recht Gottesdienste abzuhalten eingeräumt wurde. Es war der erste Kirchenbau einer Katholisch-apostolischen Gemeinde in Bayern. Außerdem heißt es, dass es die erste Kirche in Deutschland war, die im Stil des neugotisch-viktorianischen Historismus errichtet wurde. Dieser Architekturstil wurde auch deshalb gewählt, weil sich die Bewegung der Katholisch-apostolischen Gemeinden ursprünglich in England bildeten.
Im Jahr 1965 wurde die Apostelkirche der evangelisch-lutherischen Gemeinde Krumbachs übergeben, da die Katholisch-apostolische Gemeinde, wie die meisten dieser Gemeinden, zu Beginn der 1960er Jahre erloschen war. Ein wichtiger Grund dafür, dass das Kirchengebäude der evangelischen Gemeinde geschenkt wurde, war, dass das Gebäude weiter als Kirche und nicht als Museum oder Konzertsaal genutzt werden sollte. Außerdem waren die Beziehungen zwischen den beiden Gemeinden wohl gut, was sich darin zeigte, dass die Protestanten in den 1920er Jahren, bevor ihr eigenes Kirchengebäude – die Evangeliumskirche – gebaut worden war, in der Apostelkirche Gastrecht hatten um Gottesdienste feiern zu können.
Warum die Apostelkirche im Volksmund Lindlkirche genannt wird, ist nicht nachvollziehbar.

## Baubeschreibung
Die Apostelkirche ist ein Fachwerkbau mit spitzbogigen Fenstern und einem steilen Satteldach. Als Kirche ist der eher schlichte Bau neben dem Eingangsportal vor allem an dem Dachreiter zu erkennen, der ein goldenes Turmkreuz trägt. Im Inneren wird der Raum durch die neugotischen Schnitzarbeiten an Altar, Kanzel, Orgel und Gestühl geprägt.